# Amplonius Rating de Berka
Amplonius Rating de Berka (* 1363 oder 1364 in Rheinberg; † Mitte April 1435 in Köln) war ein deutscher Gelehrter, Arzt und bedeutender Büchersammler.

## Leben

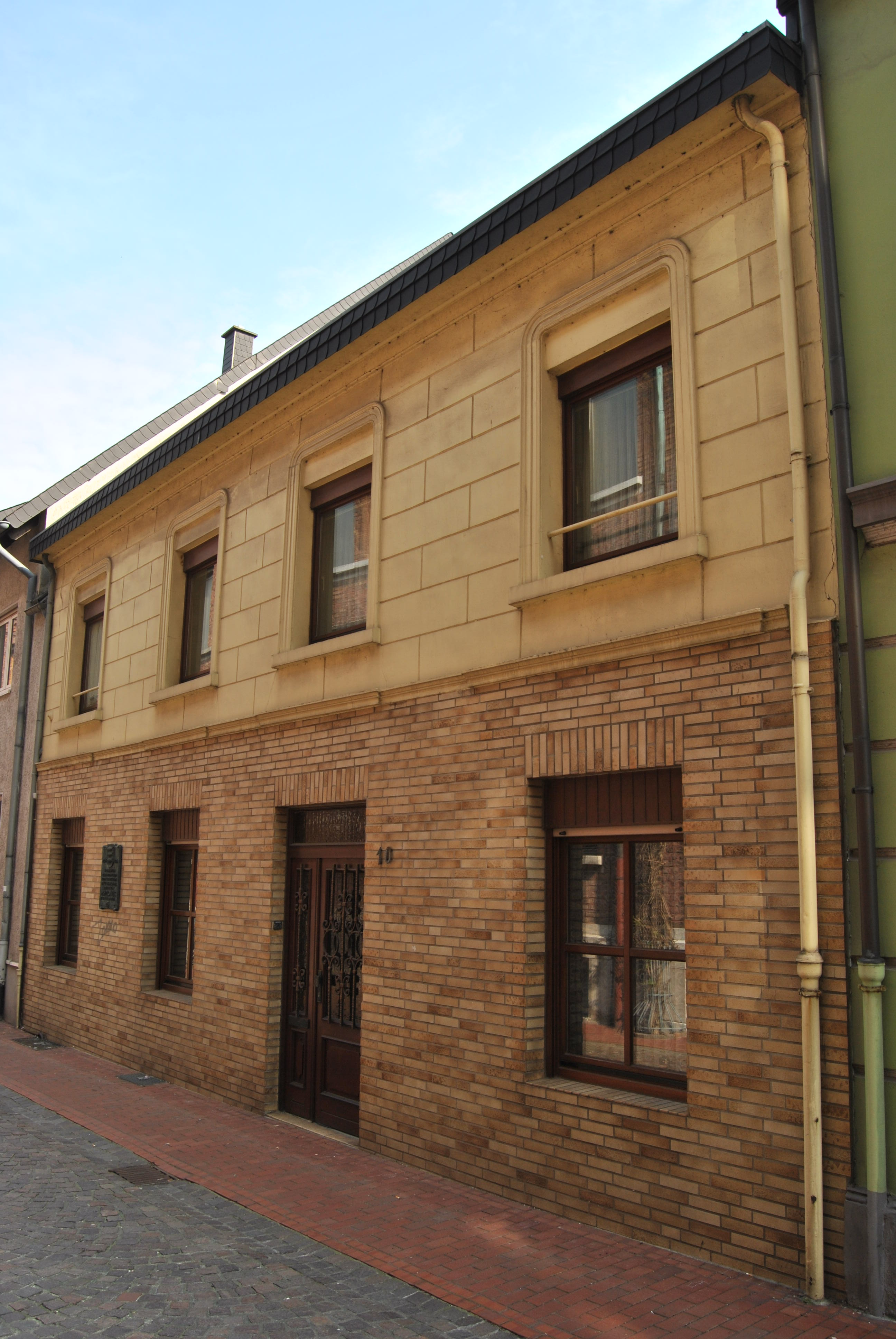
Geburtshaus in Rheinberg

Aufgrund des Namens ist zu vermuten, dass seine Vorfahren aus Ratingen stammen, doch war seine Familie um 1350 sicher in Rheinberg ansässig.
Nach dem Besuch der Stiftschule des Patroklusstifts in Soest und des Gymnasiums Carolinum in Osnabrück studierte Amplonius von 1385 bis 1388 an der Karls-Universität Prag. Im Dezember 1385 inskribierte er in Prag und legte dort bereits im Januar 1386 die Prüfung zum Bakkalaureat in den sieben freien Künsten ab. Im Mai 1387 wurde er zum Magister Artium promoviert. Wie damals allgemein üblich, wird er bereits nach der Erlangung des Bakkalaureats parallel sein Studium an der medizinischen Fakultät begonnen haben.
Ostern 1391 ließ er sich an der Kölner Universität einschreiben, wo er bald die Bakkalaureatsprüfung in Medizin abgelegt haben muss, da er sich Ostern 1392 bereits als Magister der Artes und Bakkalar der Medizin in die erste Matrikel der gerade gegründeten Universität Erfurt eintragen ließ. Wohl 1393 wird Amplonius der erste Doktor der Medizin an der neuen Erfurter Universität. Vom 5. Mai 1394 bis zum 31. Januar 1395 bekleidete er als zweiter das Amt des Rektors in Erfurt.
Wo sich Amplonius zwischen Februar 1395 und Januar/Februar 1399 aufgehalten hat, ist unbekannt. Die ältere Literatur nahm an, dass er als Medizinprofessor an die damals gleichfalls erst wenige Jahre alte Universität Wien berufen worden sei und dort auch Theologie bei Heinrich von Langenstein gehört habe. Hierfür gibt es bisher jedoch keine Quellenbelege. Die Handschriften, die nach älterer Ansicht seinen Aufenthalt in Wien belegen, stammen wohl von Paulus Fabri de Geldria († 1404) und wurden wahrscheinlich erst später von Amplonius in Köln angekauft.
Im Februar 1399 ist Amplonius wieder in Köln nachweisbar als Professor an der medizinischen Fakultät. Noch im gleichen Jahr bekleidete er die Würde des Universitätsrektors zwei Quartale hintereinander (von Juni bis Dezember). Wahrscheinlich bereits um diese Zeit, spätestens aber 1404, erlangte Amplonius ein Kanonikat am Stift St. Aposteln zu Köln. Im Mai 1401 trat er das Amt des Leibarztes des Kölner Erzbischofs Friedrich III. von Saarwerden an, das er bis zu dessen Tod 1414 innehatte.

## Familie
Spätestens im Winter 1402 ging Amplonius eine feste und bis zu seinem Tode dauernde Verbindung mit Kunigunde von Hagen (stirbt nach 1440) ein, die aus einem angesehenen Bürgergeschlecht der Stadt Herford stammte. Im August 1403 wurde der älteste Sohn Amplonius jun. geboren. Er trug später, wie sein jüngerer Bruder Dionysius, den Beinamen de Fago (Lateinischer Name für Buche, Birke hieße betula, aber das passte wohl nicht). Wann die beiden Töchter Agnes und Helene auf die Welt kamen, ist unbekannt. Beide lebten 1435 im Klarissenkloster St. Klara in Mainz.

## Bibliotheca Amploniana
Um 1410 legte Amplonius eigenhändig einen Katalog seiner für damalige Zeiten ungeheuer großen Büchersammlung an. Die darin aufgeführten 3748 Traktate in 633 Codices stiftete er dem von ihm 1412 zur Versorgung und Förderung von Studenten gegründeten Collegium Porta Coeli auch genannt Collegium zur Himmelspforte oder Collegium Amplonianum in Erfurt. Durch Schenkungen vergrößerte sich der Bibliotheksbestand bis ins 18. Jahrhundert auf über 1.200 Codices, hinzu kamen zahlreiche Drucke. Bei den Handschriften handelt es sich vor allem um theologische und medizinische Abhandlungen. Schriften zum kanonischen und römischen Recht sowie Schriften zu den artes liberales, finden sich in deutlich geringerer Zahl. Die Bibliotheca Amploniana ist heute die größte noch weitgehend geschlossen erhaltene Handschriftensammlung eines mittelalterlichen Gelehrten weltweit und wird in der Universitätsbibliothek Erfurt aufbewahrt. Im Stadtmuseum Erfurt wird jeweils ein Exemplar der Öffentlichkeit präsentiert.

## Leibarzt in Mainz
Für August 1416 ist Amplonius erstmals als Dekan der Stiftskirche St. Victor vor Mainz nachgewiesen. Dieses Amt hatte er bis 1422/23 inne. Gleichzeitig war er wohl Leibarzt des Mainzer Erzbischofs Johann II. von Nassau bis zu dessen Tod 1419.

Denkmal Amplonius Rating de Berka in Rheinberg

## Ende und Nachleben
1423 ging Amplonius nach Köln zurück, wo er seinen Lebensabend verbrachte und als Leibarzt des dortigen Erzbischofs Dietrich II. von Moers arbeitete. Um Ostern 1435 starb Amplonius in Köln. Dort ist er in der Apostelkirche begraben.
Amplonius war nach Aussage einer frühneuzeitlichen Chronik auch Leibarzt des Kaisers Sigismund (HRR). Quellenbelege hierfür fehlen jedoch.
An der Underbergstraße in Rheinberg weist eine Gedenktafel auf sein Geburtshaus hin.
Am Marktplatz in Rheinberg in Nähe der St.-Peter-Kirche steht ein Denkmal von Amplonius Rating de Berka.
Das Amplonius-Gymnasium in seiner Heimatstadt Rheinberg trägt seinen Namen.